# Terremoto de Copiapó de 1918
El llamado Terremoto de Copiapó de 1918 fue un sismo ocurrido el miércoles 4 de diciembre de 1918 en la capital de la actual región de Atacama, en el norte de Chile. El evento telúrico ocurrió a las 07:44 hora local (11:44 UTC) y tuvo una magnitud de 8,2 en la escala de magnitud de momento y VII en la escala sismológica de Mercalli. Tuvo una duración de 02:32 minutos y se percibió con fuerza entre las ciudades de Antofagasta y Coquimbo.

## Descripción
Según los historiadores sísmicos, el terremoto de 1918 en Copiapó es el segundo más importantes vivido en la región de Atacama, después del terremoto y maremoto de 1922. La ciudad de Copiapó quedó severamente dañada, incluyendo edificios públicos como la intendencia, la tesorería, la zona de maternidad del hospital, la oficina de correos, las escuelas de hombres y niñas, la notaría y la cárcel de hombres, que quedó en ruinas.
La localidad de Taltal también sufrió severos daños.
Investigaciones recientes sobre la historia sísmica de la región de Atacama señalan que la ciudad de Copiapó fue particularmente afectada por el terremoto debido al estado de abandono en el que se encontraban varias construcciones, por la crisis económica de la época.
A pesar de la fuerza del terremoto, la prensa solo reportó el fallecimiento de ocho personas: 1 anciana y siete niños.

## Tsunami
El terremoto provocó salidas del mar en diferentes localidades costeras de la región de Atacama. 
La variación máxima del nivel del mar fue de 5 metros en Caldera, donde el mar inundó la playa y tapó casi por completo el muelle.